# Santa Rosa (Kolumbia)
Santa Rosa – miasto w Kolumbii, w departamencie Bolívar.